# オカルト地蔵
『オカルト地蔵』（オカルトじぞう）は、2023年10月28日に公開された日本映画である。暴力描写がありR15+指定。

## 概要
地蔵を呪物にすることをテーマとしたオムニバス作品となっている。ホラードラマ（『愛する彼女を助けたいんだ』、『コードネーム：オカルト』）、怪談、トーク、除霊の儀のパートから構成された。また、除霊の儀のパートでは、当日客席にいた観客の名前がスクリーンにクレジットされる演出も行われた。

## あらすじ
映画プロデューサーの唐澤一路らは、妙泉寺を訪れ地蔵を「ホラー映画で使うこと」、「地蔵を呪物に変えること」の是非を副住職に問う。「問題ないと」回答が得られた一行は、地蔵を使ったホラー映画の制作に取り掛かりはじめる。

## 『あなたの知らない呪物の世界』
実物の呪物も紹介しながら、呪物に関するトークを展開
出演
- 中沢健
- はやせやすひろ
- 田中俊行

## 『愛する彼女を助けたいんだ』
ストーカー被害に合うOLが、願いをかなえる地蔵があると噂される山へと向かうが…
出演
- 水野ふえ
- 吉志柚香
- 住倉カオス
- 唐澤一路

## 『地蔵×怪談』
怪談師達が地蔵に怪談を聞かせていく
怪談師
- チビル松村
- はやせやすひろ
- 田中俊行

## 『コードネーム：オカルト』
YouTuberのアイドルが撮影のために心霊スポットの廃墟へと向かう。そこで、UFO・UMA研究家の若林と合流し撮影は始まったのだが…
出演
- ナナエ
- 中沢健
- 黒田勇樹
- 菅原ブリタニー
- やぶさきえみ
- さきやまくみこ
- 關紅洋(宇宙人の声:ノンクレジット)

## 『除霊の儀』
副住職による除霊の儀
出演
- 三田村龍伸

## キャスト[1]
- お地蔵様
- 中沢健
- 唐澤一路
- チビル松村
- 水野ふえ
- 吉志柚香
- 住倉カオス
- ナナエ
- 菅原ブリタニー
- やぶさきえみ
- 黒田勇樹（特別出演）
- はやせやすひろ（都市ボーイズ）
- 田中俊行
- 關紅洋(宇宙人の声:ノンクレジット)

## スタッフ[1]
- 監督 - 夏目大一朗、杉本末男、唐澤一路
- 脚本 - 中沢健
- 撮影 - 荒木憲司、森澤透馬、石井千秋、ウンノヨウジ
- 編集 - 井坂優介、深沢麿央
- 音楽 - Artegg Yumi
- 協力 - 比嘉光太郎、長谷川千紗、關紅洋
- イラスト - 祇園百
- 特殊造形 - 河童洞
- プロデューサー - 唐澤一路
- 製作・宣伝・配給 - カッシー

## 受賞歴
- 「第3回東スポオカルト大賞」/オカルト映画賞[2]